# Moto rettilineo
In fisica, il moto rettilineo è un moto in cui il corpo considerato come punto materiale si muove mantenendo una direzione costante: un esempio intuitivo è quello di un'automobile che viaggia lungo una strada dritta, ossia un moto la cui direzione coincide costantemente con la retta sulla quale il corpo si sposta. Esistono due tipi di moto rettilineo: il moto rettilineo uniforme e il moto rettilineo uniformemente vario (o accelerato).

## Generalità
In generale l'insieme delle posizioni {\displaystyle {\vec {s}}} che il corpo può assumere nello spazio (tridimensionale euclideo) se si muove di moto rettilineo è dato, vettorialmente, da:
{\displaystyle {\vec {s}}={\vec {c}}+\alpha {\hat {k}}\qquad dove\alpha \in \mathbb {R} }
dove {\displaystyle {\hat {k}}} è il versore che identifica la direzione lungo cui si muove il corpo. Nella pratica raramente si usa questa relazione perché con un semplice cambio di sistema di riferimento (una traslazione e una rotazione degli assi) è possibile far coincidere {\displaystyle {\hat {k}}} con uno dei nuovi assi (per esempio l'asse x): la posizione del corpo sarà quindi identificata univocamente dalla coordinata relativa a questo asse, cioè da un numero. Così facendo la legge oraria è una funzione scalare, come di seguito, facendo coincidere il versore {\displaystyle {\hat {k}}} con il versore {\displaystyle {\hat {\imath }}} dell'asse x:
{\displaystyle {\vec {s}}=x{\hat {\imath }}}
con:
{\displaystyle x=x(t)} (legge oraria)
In queste ultime formule è racchiusa tutta la caratterizzazione del moto: conoscendo il numero x(t) in ogni istante so dove si trova il corpo, la cui posizione è data dal vettore {\displaystyle {\vec {s}}}.
I più importanti sotto casi del moto rettilineo sono il moto rettilineo uniforme e il moto rettilineo uniformemente accelerato.

## Moto rettilineo uniforme
Un corpo si muove di moto rettilineo uniforme se la sua velocità è costante in modulo, direzione e verso.
Tradizionalmente, si dice anche che il corpo si muove di moto rettilineo uniforme se nel percorrere una traiettoria rettilinea "copre spazi uguali in tempi uguali".
Siano:
- {\displaystyle {\vec {s}}} la posizione del corpo,
- {\displaystyle {\vec {v}}} la sua velocità,
- {\displaystyle t} il tempo.

Indicando con {\displaystyle \Delta } una qualunque variazione, il vettore velocità è costante e uguale a:
{\displaystyle {\vec {v}}={\frac {\Delta {\vec {s}}}{\Delta t}}}
O in modo equivalente:
{\displaystyle \Delta {\vec {s}}={\vec {v}}\cdot \Delta t}
Nel SI la velocità si misura in {\displaystyle [m] \over [s]}, ovvero metri al secondo.

### Espressione in termini differenziali
Considerando gli intervalli di variazione infinitesimi (ovvero in termini differenziali), si ottiene:
{\displaystyle \mathrm {d} {\vec {s}}={\vec {v}}\cdot \mathrm {d} t}
Integrando a primo e secondo membro:
{\displaystyle \int _{t_{0}}^{t}\mathrm {d} {\vec {s}}=\int _{t_{0}}^{t}{\vec {v}}\cdot \mathrm {d} t}
da cui:
{\displaystyle {\vec {s}}(t)={\vec {s}}(t_{0})+{\vec {v}}\cdot (t-t_{0})}
dove:
- {\displaystyle t_{0}} è l'istante iniziale;
- {\displaystyle s(t_{0})} è la posizione rispetto a un punto di riferimento all'istante iniziale {\displaystyle t_{0}};
- {\displaystyle t} è l'istante in cui si osserva il fenomeno.

Quest'ultima relazione è nota come legge oraria del moto rettilineo uniforme; essa infatti esplicita la posizione del corpo in ogni istante.

### Rappresentazione geometrica
- Se la velocità è costante nel tempo, allora il diagramma cartesiano velocità/tempo sarà una retta orizzontale.
- La posizione invece, dalla definizione discendente dalla legge oraria, è una funzione lineare del tempo. Il diagramma cartesiano posizione/tempo è allora una retta che taglia le ordinate in {\displaystyle s_{o}} e avente coefficiente angolare pari alla velocità.

## Moto rettilineo uniformemente accelerato

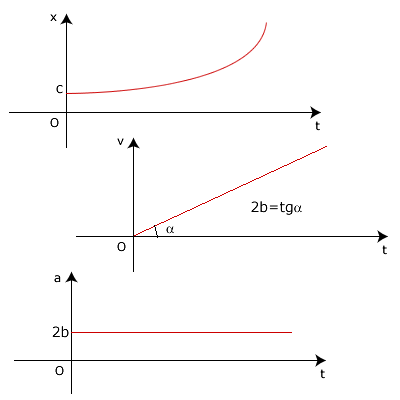
La legge oraria del moto nel grafico t vs. x ha la rappresentazione grafica di una funzione di secondo grado, la velocità ha la rappresentazione grafica di una retta passante per l'origine mentre l'accelerazione è una retta parallela all'asse temporale in quanto è costante.

In cinematica il moto uniformemente accelerato è il moto di un punto sottoposto ad un'accelerazione costante in modulo, direzione e verso.
Ne risulta che la variazione di velocità del punto è direttamente proporzionale al tempo in cui essa avviene.
Si ha quindi:
{\displaystyle {\vec {a}}={\frac {\Delta {\vec {v}}}{\Delta t}}=costante}
dove {\displaystyle {\vec {v}}} è la velocità, {\displaystyle {\vec {a}}} l'accelerazione, {\displaystyle t} il tempo e {\displaystyle \Delta } le variazioni finite di tempo e di velocità.

### Espressione in termini differenziali
Qualora si consideri infinitesimo l'intervallo di tempo, la relazione diventa:
{\displaystyle {\vec {a}}={\frac {\mathrm {d} {\vec {v}}}{\mathrm {d} t}}=costante}
Integrando tra due istanti di tempo generici:
{\displaystyle \int _{t_{0}}^{t}{\vec {a}}\,\mathrm {d} t=\int _{t_{0}}^{t}\mathrm {d} {\vec {v}}}
dove è sempre possibile scegliere {\displaystyle t_{0}=0} e dove {\displaystyle {\vec {v}}(t_{0}=0)={\vec {v}}_{0}}
Essendo l'accelerazione costante, si ottiene:
{\displaystyle {\vec {v}}(t)={\vec {v}}_{0}+{\vec {a}}t}
dove:
- {\displaystyle {\vec {v}}(0)={\vec {v}}_{0}} è la velocità iniziale
- {\displaystyle {\vec {v}}(t)} è la velocità all'istante t.

Essendo:
{\displaystyle {\vec {v}}(t)={\frac {d{\vec {s}}(t)}{dt}}}
Sostituendo la relazione appena trovata nell'ultima relazione ottenuta ed integrando:
{\displaystyle \int _{t_{0}}^{t}\mathrm {d} {\vec {s}}(t)=\int _{t_{0}}^{t}({\vec {v}}_{0}+{\vec {a}}\cdot t)\mathrm {d} t}
Da cui:
{\displaystyle {\vec {s}}(t)={\vec {s}}_{0}+{\vec {v}}_{0}t+{\frac {1}{2}}{\vec {a}}t^{2}}
dove:
- {\displaystyle {\vec {s}}(t)} è la posizione all'istante t;
- {\displaystyle {\vec {s}}(t_{0})={\vec {s}}_{0}} è la posizione iniziale (t = 0);
- {\displaystyle {\vec {v}}_{0}} la velocità iniziale.

### Osservazione
La notazione vettoriale è la più generale possibile: il moto si può svolgere infatti su un piano o nello spazio e l'uso dei vettori non richiede di per sé di specificare un sistema di riferimento. Con un'opportuna scelta del sistema di riferimento ci si può sempre ricondurre al moto del punto in un piano e anche al moto unidimensionale quando velocità iniziale e accelerazione hanno la stessa direzione. In quest'ultimo caso la notazione vettoriale è superflua e le equazioni caratteristiche del moto si possono scrivere supponendo che il moto si svolga sull'asse x (rettilineo), quindi:
{\displaystyle a_{x}={\frac {dv_{x}}{dt}}=a=cost}
{\displaystyle v_{x}(t)=v_{x_{0}}+at}
{\displaystyle x(t)=x_{0}+v_{x_{0}}t+{\frac {1}{2}}at^{2}}
inoltre partendo dalla formula
{\displaystyle v=v_{0}+at}
ed esplicitando il tempo si ottiene
{\displaystyle t={\frac {v-v_{0}}{a}}}
ricordando che
{\displaystyle x=x_{0}+v_{0}t+{\frac {1}{2}}at^{2}}
e sostituendo con il termine {\displaystyle t} appena trovato otteniamo
{\displaystyle x=x_{0}+v_{0}{\frac {v-v_{0}}{a}}+{\frac {1}{2}}a{\frac {\left(v-v_{0}\right)^{2}}{a^{2}}}}
moltiplicando per {\displaystyle 2a} ed esplicitando il polinomio {\displaystyle \left(v-v_{0}\right)^{2}} si ottiene
{\displaystyle 2ax-2ax_{0}=2v_{0}v-2v_{0}^{2}+v^{2}-2v_{0}v+v_{0}^{2}}
semplificando si ottiene infine la relazione
{\displaystyle v^{2}-v_{0}^{2}=2a(x-x_{0})}
Se è nota la legge oraria (generica)  {\displaystyle x(t)} di un punto materiale lungo una traiettoria rettilinea, si può effettuare la seguente approssimazione di natura analitica in un intorno di {\displaystyle t_{j}} assegnato:   {\displaystyle x(t)=x(t_{j})+{dx \over dt}(t-t_{j})+{1 \over 2}{dx^{2} \over dt^{2}}(t-t_{j})^{2}+o(t-t_{j})^{2}}.
Usando la serie di Taylor, arrestata al secondo ordine, si possono determinare la velocità {\displaystyle {dx \over dt}}e l'accelerazione {\displaystyle {dx^{2} \over dt^{2}}}del punto materiale all'istante {\displaystyle t_{j}} e per istanti di tempo appartenenti ad un intorno circolare {\displaystyle ({\displaystyle t_{j}}-\operatorname {d} \!t,{\displaystyle t_{j}}+\operatorname {d} \!t)} di {\displaystyle t_{j}} molto piccolo, tale che {\displaystyle \operatorname {d} \!t\rightarrow 0}, in modo approssimativo.
L'approssimazione ha carattere del tutto generale, dal momento che si può pensare a moti su traiettorie rettilinee con velocità e accelerazione variabili nel tempo: nei casi più semplici, in cui l'accelerazione è costante per tutta la durata del moto, il termine {\displaystyle {dx^{2} \over dt^{2}}=a} è una costante (moto rettilineo uniformemente accelerato), mentre {\displaystyle {dx \over dt}}definisce la velocità istantanea in {\displaystyle t_{j}}: posto che  {\displaystyle {\displaystyle t_{j}}={\displaystyle t_{o}}=0}, allora  {\displaystyle x(t)=x(t_{o})+v_{o}t+{1 \over 2}{a}(t)^{2}}.

### Rappresentazione geometrica
- Il grafico velocità/tempo è una retta che, se la velocità iniziale è nulla, passa per l'origine degli assi cartesiani;
- il grafico posizione/tempo è un ramo di parabola;
- il grafico accelerazione/tempo è una retta parallela all'asse delle ascisse.

## Moto uniformemente accelerato in relatività speciale
Anche in relatività ristretta è possibile considerare dei moti rettilinei. Il moto è rettilineo uniforme se la quadrivelocità (e quindi le sue componenti spaziali) è costante.
È molto istruttivo considerare il moto di una particella dotata di accelerazione costante (in un dato sistema di riferimento), come accade con buona approssimazione a particelle cariche in acceleratori lineari. Possiamo orientare l'asse x lungo la direzione del moto: la legge del moto è data da:
{\displaystyle {\frac {\mbox{d}}{{\mbox{d}}t}}\left({\frac {\beta }{\sqrt {1-\beta ^{2}}}}\right)={\frac {a}{c}}}
dove {\displaystyle \beta ={\frac {v}{c}}} e c è la velocità della luce nel vuoto. Mettendoci nel caso in cui la particella sia inizialmente ferma nell'origine del sistema di riferimento otteniamo integrando una prima volta:
{\displaystyle v(t)={\frac {at}{\sqrt {1+a^{2}t^{2}/c^{2}}}}}
Osserviamo che la velocità è sempre inferiore alla velocità della luce c, come previsto: infatti una delle conseguenze fondamentali della relatività ristretta è che nessun corpo possa raggiungere la velocità della luce se non in un tempo infinito. Integrando una seconda volta:
{\displaystyle x(t)={\frac {c^{2}}{a}}\left({\sqrt {1+{\frac {a^{2}t^{2}}{c^{2}}}}}-1\right)}
La legge oraria si può scrivere anche come:
{\displaystyle \left(x+{\frac {c^{2}}{a}}\right)^{2}-c^{2}t^{2}={\frac {c^{4}}{a^{2}}}}
che è una iperbole nel piano xt: l'asintoto si ricava "brutalmente" per grandi t dalla legge oraria ed è dato da
{\displaystyle x(t)=ct+{\text{cost}}}
cioè il corpo tende a muoversi di moto rettilineo uniforme alla velocità della luce. Come già detto, in realtà il corpo non raggiungerà mai la velocità della luce ma si avvicinerà arbitrariamente ad essa col passare del tempo. Un'altra interessante considerazione riguarda il limite di bassa velocità, che è dato da:
{\displaystyle x(t)={\frac {c^{2}}{a}}\left({\sqrt {1+{\frac {a^{2}t^{2}}{c^{2}}}}}-1\right)\approx {\frac {c^{2}}{a}}\left({\frac {a^{2}t^{2}}{2c^{2}}}\right)={\frac {1}{2}}at^{2}}
cioè per velocità non troppo elevate ( {\displaystyle at=v\ll c} ) l'accelerazione è praticamente uguale a quella Newtoniana.

## Storia
Sebbene oggi sia noto che un oggetto non sottoposto a forze si muove in moto rettilineo uniforme, in passato si credeva invece che il moto di un oggetto lasciato libero di muoversi fosse descritto da un moto decelerato (teoria aristotelica). Questo è infatti ciò che suggerisce l'esperienza quotidiana. Ma prima Galileo Galilei e poi Newton scoprirono che le cose stavano diversamente. I principi della dinamica furono scoperti da Galileo Galilei e dimostrati nel trattato Due nuove scienze del 1638 (giornate 1 e 2) e successivamente da Newton nei Philosophiae Naturalis Principia Mathematica del 1687.
Nella fisica moderna si affermò il fatto che ogni accelerazione (e quindi decelerazione) è dovuta ad una forza esercitata sul corpo, ci si convinse che il moto "naturale" di un corpo è il moto rettilineo uniforme e che la decelerazione osservata nelle esperienze quotidiane è dovuta invece alla forza d'attrito a cui ogni oggetto è sottoposto se il moto avviene a contatto con altra materia.
Con l'introduzione della teoria della relatività generale, nella prima metà del XX secolo, si è capito che le traiettorie "naturali" seguite da un corpo non sottoposto a forze esterne non sono sempre delle rette, ma in effetti geodetiche dello spazio-tempo; da questo punto di vista la forza di gravità non è altro che una forza apparente dovuta alla curvatura dello spazio-tempo. Un corpo non sottoposto a forze si muove lungo una retta solo su piccole distanze, così da poter considerare praticamente costante il campo gravitazionale e nulla la curvatura dello spazio-tempo.